# Municipio de Valle de Zaragoza
El Municipio de Valle de Zaragoza es uno de los 67 municipios en que se divide el estado mexicano de Chihuahua. Su cabecera es Valle de Zaragoza.

## Demografía
Según el Conteo de Población y Vivienda de 2005 realizado por el Instituto Nacional de Estadística y Geografía, la población del municipio de Valle de Zaragoza es de 4,341 habitantes, de los cuales 2,200 son hombres y 2,141 son mujeres.

### Localidades
En el censo de 2020 el municipio de Valle de Zaragoza contaba con 86 localidades.
| Código INEGI      | Localidad         | Población (2020) |
| ----------------- | ----------------- | ---------------- |
| 080670001         | Valle de Zaragoza | 2 417            |
| Otras localidades | Otras localidades | 2 358            |
| Total municipal   | Total municipal   | 4 775            |

## Política

### Presidentes municipales
- (2004 - 2007): Isaías Portillo Arras (PRI)
- (2010 - 2013): Rolando Javier Sánchez Sanz (PAN)
- (2013 - 2016): Héctor Daniel González Salcido (PRI)
- (2016 - 2018): Carmen Leticia Salcido García (PRI)
- (2018 - 2021): Yolanda Venzor Meléndez (PRD)
- (2021 - 2024): Misael Homero Márquez Morales (PRI)